# Masakr na letišti Lod
Masakr na letišti Lod byl teroristický útok z 30. května 1972, spáchaný třemi členy ultralevicové skupiny Japonská rudá armáda, kteří byli rekrutováni Lidovou frontou pro osvobození Palestiny (LFOP). Při útoku, k němuž došlo v Izraeli na telavivském letišti Lod (dnešní Ben Gurionovo mezinárodní letiště), zemřelo 26 osob a dalších 74 až 80 bylo raněno. Většinu obětí tvořili křesťanští poutníci z Portorika, dále jedna Kanaďanka a osm Izraelců, mezi nimiž byl i světově uznávaný vědec Aharon Kacir, zvažovaný jako kandidát na post izraelského prezidenta.
Trojice japonských útočníků podstoupila výcvik v Severní Koreji a Libanonu, přičemž plánování operace měl na starosti velitel LFOP Wadía Haddád. Dva z Japonců při útoku zemřeli, třetí, 25letý Kózó Okamoto, byl zajat a v následném soudním procesu odsouzen k trojnásobnému doživotnímu trestu odnětí svobody. Po třinácti letech byl v roce 1985 propuštěn v rámci výměny vězňů za zajaté izraelské vojáky.
Využití japonských útočníků bylo pro letištní ostrahu značným překvapením, jelikož se do té doby zaměřovala především na možnost útoku ze strany osob palestinské národnosti. Samotný útok vedl k zásadní změně v bezpečnostních opatřeních v Izraeli, v jejímž rámci došlo k zavedení zcela nového bezpečnostního systému a technik.

## Pozadí
Mezi ultralevicovou Japonskou rudou armádou a Lidovou frontou pro osvobození Palestiny (LFOP) existovaly dlouhodobé vztahy, přičemž palestinská skupina podporovala japonskou jak finančně, tak zbraněmi. Tři útočníci, 25letý Kózó Okamoto (岡本 公三), 27letý Cujoši Okudaira (奥平剛士) a 25letý Jasujuki Jasuda (安田安之), členové Japonské rudé armády vycvičení v Severní Koreji, byli naverbováni LFOP poté, co se skupině dříve téhož roku podařilo úspěšně unést japonské civilní letadlo. Následně podstoupili sedmitýdenní výcvik v oblasti Baalbeku ve východním Libanonu. LFOP, která se nejvíce „proslavila“ únosy mezinárodních leteckých spojů, původně uvažovala o únosu letadla izraelské společnosti El Al, ale vzhledem k neproveditelnosti takového činu (aerolinky mimořádně zvýšily ochranu svých leteckých spojů po únosu jejich letounu ze strany LFOP v červenci 1968) se rozhodla zabít Izraelce během teroristického útoku. Japonci byli k této operaci vybráni z toho důvodu, že izraelská letištní ostraha se primárně zaměřovala na potenciální hrozbu ze strany palestinských cestujících.

## Průběh
Aby ještě více podpořili své krytí, přesunuli se útočníci do Paříže, odkud přes Řím v den útoku odletěli na palubě letu společnosti Air France číslo 132 směřujícího na letiště Lod u Tel Avivu. Použili falešné cestovní pasy, přičemž použitá jména a data narození zvolili symbolicky. Během cesty nebudili žádné podezření a byli nevýrazně oblečeni v oblecích. Po příletu si v místě výdeje zavazadel v terminálu číslo 2 vyzvedli svá pouzdra na housle, v nichž měli ukryté zbraně, a vydali se směrem k čekárně v letištní hale. To celé bylo možné díky nedostatečným bezpečnostním opatřením – Izrael tehdy věnoval primární pozornost bezpečnosti svých leteckých spojů (od již zmíněného únosu v roce 1968), avšak postrádal účinný program k zajištění ochrany letiště. Trojici Japonců navíc nebyla věnována bližší pozornost, neboť přilétali z Evropy a vzhledem k jejich národnosti nespadali do profilu potenciální hrozby.
Čekárna v letištní hale, kam mířili, byla v té době plná cestujících. Šlo nejen o 116 pasažérů, jenž právě vystoupili z letadla, ale také o dalších zhruba 300 čekajících cestujících. Když na místo Okamoto, Okudaira a Jasuda dorazili, postavili se do půlkruhu, otevřeli pouzdra od houslí a vyndali z nich československé samopaly vzor 58 s odmontovanou pažbou. Bezprostředně poté zahájili nekoordinovanou palbu na všechny osoby ve své blízkosti. Po chvíli se do dění zapojila letištní ostraha, která začala na útočníky střílet. Když Japoncům začala docházet munice, začali mezi přítomné házet ruční granáty.
Jasuda a Okudaira zemřeli přímo na místě činu. Prvně jmenovaný na následky střelných zranění (buď ze strany letištní ostrahy nebo nešťastnou náhodou od Okudairy), zatímco druhý zmíněný vlastní rukou – když mu došla munice, spáchal sebevraždu odpálením ručního granátu na svém těle (podle jiného zdroje byl výbuch granátu nehodou). Když těžce raněný Okamoto zjistil, že jsou jeho kolegové mrtví, vyběhl z budovy terminálu na přistávací plochu, kde zahájil palbu na právě vystupující pasažéry z letu z Paříže. Poté, co mu došla munice, se pokusil o útěk, ale byl chycen zaměstnancem letiště. Jako jediný z pachatelů útok přežil.

## Oběti

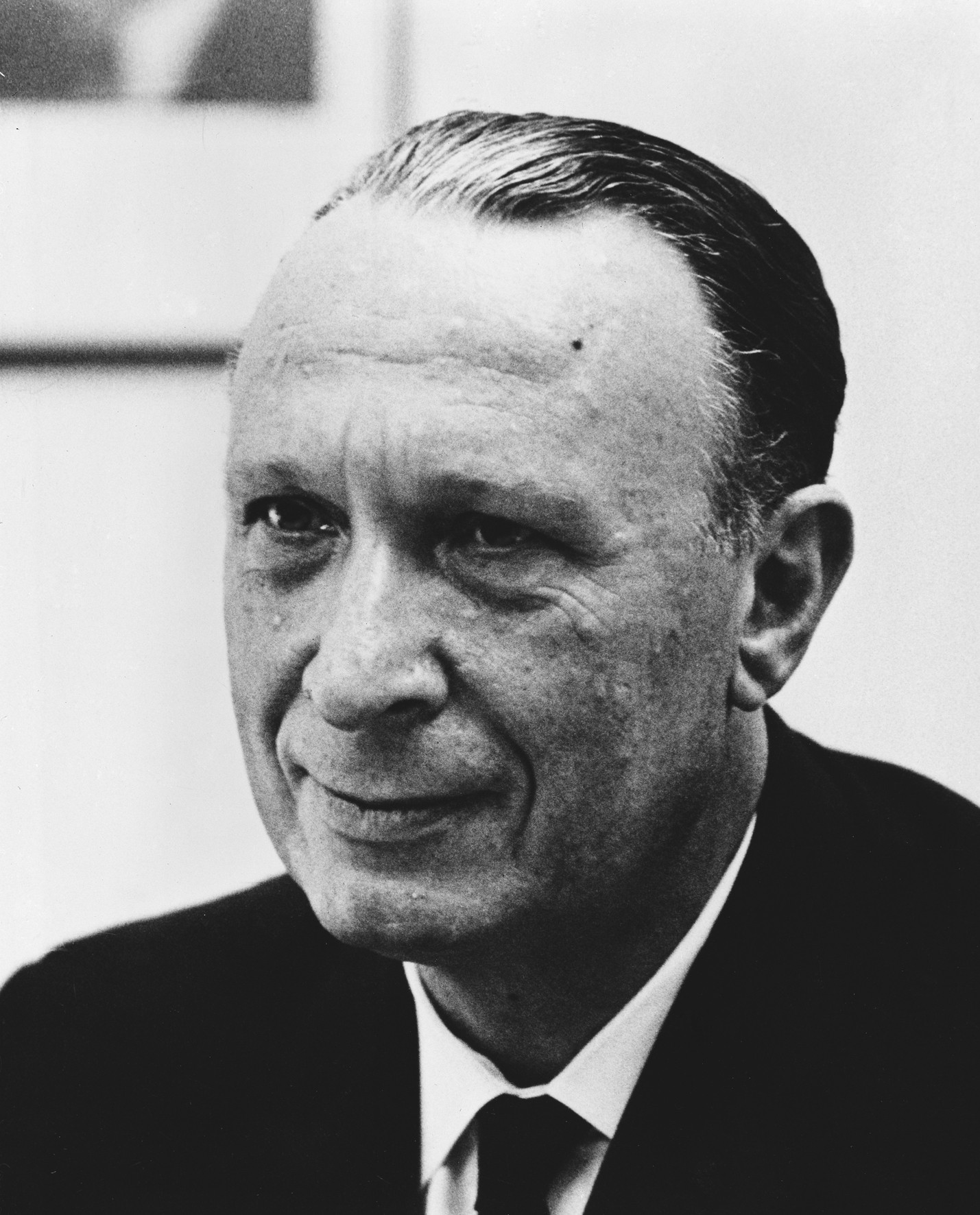
Obětí lodského útoku se stal mimo jiné přední izraelský vědec a profesor Aharon Kacir

Při útoku celkem zahynulo 26 civilistů a dalších 74 až 80 jich bylo zraněno. Největší část obětí představovalo sedmnáct křesťanských poutníků (většinou jeptišek) z amerického Portorika, kteří do Izraele přiletěli v rámci své pouti do Svaté země. Dalších osm pocházelo z Izraele a jedna z Kanady. Jedním z Izraelců byl profesor Aharon Kacir, světově uznávaný vědec a průkopník v oblasti elektrochemie biopolymerů, kterého ministerská předsedkyně Golda Meirová zvažovala jako kandidáta na post izraelského prezidenta. Tím se nakonec, o necelý rok později, stal jeho mladší bratr Efrajim.
Podle dr. Steinhoffové, bývalé ředitelky Centra japonských studií při Havajské univerzitě, mohla mít část obětí na svědomí izraelská letištní ostraha.
Níže je uveden seznam 26 mrtvých z řad občanů Portorika, Izraele a Kanady:
| občané Portorika | občané Izraele | občané Kanady |
| --- | --- | ------------- |
| - Reverend Angel Berganzo - Carmela Cintrón - Carmen E. Crespo - Vírgen Flores - Esther González - Blanca González de Pérez - Carmen Guzmán - Eugenia López - Enrique Martínez Rivera - Vasthy Zila Morales de Vega - José M. Otero Adorno - Antonio Pacheco - Juan Padilla - Consorcia Rodríguez - José A. Rodríguez - Antonio Rodríguez Morales - Carmelo Calderón Molina | - Jošua Berkowitz - Cvi Gutman - Aharon Kacir - Oranja Luba - Aviva Oslander - Henia Ratner - Šprinca Riegal - Adam Camir | - Lonna Sabah |

## Mezinárodní reakce
Lodský masakr vyvolal mezinárodní šok a zděšení. Japonská veřejnost nemohla zprvu uvěřit, že by za tímto činem mohly stát osoby japonské národnosti. Důkaz poskytl až teprve japonský diplomat, který byl vyslán do telavivské nemocnice a potvrdil, že Okamoto je skutečně Japonec. Okamoto diplomatovi sdělil, že osobně nemá nic proti izraelskému lidu a že čin spáchal jako „povinnost vojáka revoluce.“ Japonský premiér Eisaku Sató útok odsoudil a vyjádřil hlubokou omluvu za činy svých krajanů. Jeho vláda následně vyplatila obětem a jejich pozůstalým kompenzace ve výši 1 milionu amerických dolarů. V úřadu izraelské ministerské předsedkyně vyvolala emocionální pohnutí reakce ze strany jordánského krále Husajna (Jordánsko tehdy nemělo s Izraelem diplomatické styky), který den po útoku v telegramu Goldě Meirové napsal, že je „hluboce šokován otřesným zločinem spáchaným v Lodu“ a dále uvedl, že v Jordánsku jsou odhodláni „udělat maximum v boji proti silám zla a destrukce“.

## Dění po útoku

### Odpovědnost za útok a izraelská reakce
Bezprostředně po útoku se k odpovědnosti přihlásila Lidová fronta pro osvobození Palestiny a její odnož Lidová fronta pro osvobození Palestiny – Hlavní velení (LFOP–HV). Jejich představitelé postupně uvedli tři různé motivy operace. Podle jednoho z nich šlo o odplatu za masakr Dejr Jásin z dubna 1948. Revizionisticko-sionistická organizace Irgun tehdy ve spolupráci se skupinou Lechi během občanské války v mandátní Palestině obsadila arabskou vesnici Dejr Jásin u Jeruzaléma a během tvrdých střetů zabila 100 až 120 Arabů, mezi nimiž byli muži, ženy i děti. Představitelé palestinských skupin rovněž zmiňovali, že útok na lodském letišti provedla Brigáda mučedníka Patricka Argüella. Ten byl zabit 6. září 1970, když se spolu s Leilou Chálidovou z LFOP neúspěšně pokusili o únos letu společnosti El Al číslo 219 z Amsterdamu do New Yorku. Jako poslední motiv uvedl mluvčí LFOP pomstu za smrt dvou členů palestinské teroristické skupiny Černé září, kteří byli zabiti jen o tři týdny dříve izraelským elitním komandem Sajeret Matkal na lodském letišti během osvobození rukojmích uneseného letu společnosti Sabena číslo 571.
Počátkem července 1972 byl v reakci na lodský masakr v Bejrútu zavražděn čelný představitel LFOP a spisovatel Ghassán Kanafání. Za jeho smrt měla být zodpovědná izraelská zpravodajská služba Mosad, která do jeho vozu umístila bombu. Ta kromě Kanafáního nešťastnou náhodou zabila i jeho sedmnáctiletou neteř. Hlavní organizátor útoku na lodském letišti, Wadía Haddád, zemřel v březnu 1978 v Německé demokratické republice. Podle vojenského korespondenta Kleina byl za jeho smrt odpovědný rovněž Mosad. Jeho dvojitý agent měl Haddádovi v roce 1977 předat belgické pralinky potažené smrtelným biologickým jedem, po jejichž snědení za několik měsíců zemřel dlouhou a bolestivou smrtí.

### Kózó Okamoto
Okamoto, který jako jediný z útočníků přežil, stanul 10. července 1972 před zvláštním vojenským soudem, zřízeným náčelníkem Generálního štábu izraelské armády Davidem El'azarem. Soudní proces trval týden a obžalovaný během něj sabotoval snahu svých právních zástupců a požadoval pro sebe trest smrti. Před soudem neprojevil žádné výčitky svědomí a mimo jiné řekl, že útok byl jeho povinností a že za něj přebírá plnou zodpovědnost. Den před očekávaným vynesením rozsudku se sešla izraelská vláda, aby probrala možnost zrušení předchozího vládního rozhodnutí z října 1967, podle něhož izraelské soudy a vojenské tribunály nemají požadovat trest smrti. Ten pro Okamotu chtěl ministr dopravy Šimon Peres, avšak ostatní ministři byli proti nebo se nevyjádřili, a tak dřívější rozhodnutí zůstalo v platnosti. Následujícího dne, 17. července 1972, byl Kózó Okamoto předsedajícím soudcem podplukovníkem Abrahamem Frischem odsouzen k trojnásobnému doživotnímu trestu odnětí svobody, rozšířenému o dalších deset let odnětí svobody.
V následujících letech bylo při únosech palestinskými skupinami opakovaně požadováno Okamotovo propuštění. Stalo se tak například v září 1972 při zajetí izraelských sportovců na olympiádě v Mnichově, červenci 1973 při únosu letu společnosti Japanese Air Lines, květnu 1974 při zajetí školáků v Ma'alotu nebo v červenci 1976 při únosu letu společnosti Air France do ugandského Entebbe.
Okamoto byl držen po většinu svého trestu na samovazbě a v roce 1985 byl pro zhoršení jeho duševního zdraví přemístěn na společnou celu. Již v květnu téhož roku však byl po třinácti letech odnětí svobody propuštěn v rámci tzv. Džibrílské dohody spolu s 1150 vězni výměnou za 3 izraelské vojáky zajaté během první libanonské války. Po propuštění odjel do Libye, kde byl 20. května přivítán jako hrdina. Následně koncem 80. let přesídlil do Libanonu, kde žil na východě země v údolí Bikáa. Jelikož ale do země vstoupil pod falešným pasem, tedy nelegálně, byl v roce 1997 zatčen spolu se čtyřmi dalšími členy Japonské rudé armády a odsouzen ke tříletému trestu odnětí svobody (podle jiného zdroje byl zatčen, protože trénoval příslušníky LFOP–HV). V roce 2000 požádalo Japonsko, s ohledem na blížící se propuštění této pětice vězněných Japonců, o jejich extradici kvůli trestnímu stíhání. Ti však v Libanonu požádali o azyl a tři z nich, včetně Okamoty, pět dní před vypršením trestu konvertovali k islámu. Za to, aby mu byl udělen azyl, demonstrovali v ulicích Bejrútu mladí Libanonci, kteří uspořádali petici, pod níž se podepsalo na 20 tisíc lidí. Okamoto nakonec jako jediný získal status politického uprchlíka, podle libanonských úřadů kvůli „utrpení, které snášel v izraelských věznicích“. Od té doby údajně žije v Bejrútu, kde má vést poklidný život.

### Důsledky vIzraeli
Útok vedl k zásadní změně bezpečnostních opatření v letectví v Izraeli. Došlo k opuštění systému, v němž byla potenciální hrozba vyhodnocována na základě etnicity pasažérů, a zavedení zcela nového bezpečnostního systému a technik. Patří mezi ně mimo jiné behaviorálního profilování, tj. sledování chování pasažérů a vyhodnocování míry jejich rizika. Díky tomuto a dalším opatřením je dnešní Ben Gurionovo letiště (do roku 1973 letiště Lod) podle mnohých autorů (např. Maras, Dempsey, Khurana) jedno z nejbezpečnějších letišť na světě.
Tato událost, společně s Mnichovským masakrem, při níž členové palestinské skupiny Černé září o čtyři měsíce později povraždili izraelské sportovce na olympiádě v Mnichově, vedla k přijetí vládní rezoluce, která specifikuje rozdělení pravomocí v oblasti vnitřní bezpečnosti mezi izraelskou policií a zpravodajskou službou Šabak.

### Připomínka vPortoriku
V červnu 2006 navrhl portorický senátor José Garriga Picó, aby byl 30. květen v Portoriku vyhlášen „Dnem památky Lodského masakru“ (Día de Recordación de la Masacre de Lod). Jeho návrh, předložený jako senátní projekt 1535, jednomyslně schválily obě komory zákonodárného shromáždění a 2. srpna téhož roku jej, již jako zákon č. 144, podepsal portorický guvernér Aníbal Acevedo Vilá. Účelem památečního dne je připomenout si útok na letišti Lod, uctít zemřelé i přeživší a mezi portorickou veřejností působit osvětu proti terorismu.

### Žaloba proti Severní Koreji
V roce 2008 podalo osm pozůstalých dětí po Carmelo Calderónovi Molinovi (při útoku zemřel), a Pablo Tirado, syn přeživšího Pabla Tirada Ayala (při útoku byl raněn), žalobu u amerického federálního soudu v portorickém hlavním městě San Juan. Společně zažalovali severokorejskou vládu za poskytnutí materiální podpory LFOP a Japonské rudé armádě. Žalující strana si činila právní nárok žalovat severokorejskou vládu na základě federálního zákona Foreign Sovereign Immunities Act z roku 1976. Předběžné slyšení za účelem přezkoumání důkazů začalo 2. prosince 2009. Severokorejská vláda na žalobu nereagovala, ani k soudu nevyslala svého zástupce. Rodiny obětí byly zastoupeny právníky z izraelského právního centra Šurat ha-Din. V červenci 2010 soud vynesl rozsudek, kterým nařídil Severní Koreji zaplatit obětem a rodinám pozůstalých 378 milionů amerických dolarů jako kompenzaci za teroristický útok. K roku 2013 se nicméně částku nepodařilo vymoci.